# Kōhei Fukuhara
Kōhei Fukuhara es un actor de voz japonés. Conocido por sus papeles en el anime de Eiichiro Oda, One Piece.

## Anime

### Anime de Tv
| Año/s      | Anime                                   | Personaje               | Notas        |
| ---------- | --------------------------------------- | ----------------------- | ------------ |
| 2015-2016  | Dragon Ball Super                       | Copia de Gryll y Heishi | 3 episodios  |
| 2015       | Kagewani                                | Machizō/Makoto Banba    | 2 episodios  |
| 2012-2013  | Magi: The Labyrinth of Magic            | L Nando                 | ? episodios  |
| 2010-2011  | One Piece                               | Coribou/Atmos/Curiel    | 11 episodios |
| 2010       | Dragon Ball Kai                         | Namekian                | 1 episodio   |
| 2010       | Ōkiku Furikabutte: Natsu no Taikai      | Daichi Sakura           | ? episodios  |
| 2009       | Higashi no Eden                         | Policía                 | 1 episodio   |
| 2008       | Saint Seiya                             | Bear Geki               | 4 episodios  |
| 2006, 2008 | XXXHOLIC                                | Reinosha/Hombre         | 2 episodios  |
| 2007       | Dark than Black: Kuro no Keiyakusha     | Yasuaki Ō/Joshua        | ? episodios  |
| 2007       | Seirei no moribito                      | Taga/Polizón            | 18 episodios |
| 2006       | Shōnen onmyōji                          | Goetsu                  | 1 episodio   |
| 2006       | Mājinaru purinsu: Gekkeiju no ōji tachi | Otoko                   | 1 episodio   |
| 2006       | Ergo Proxy                              | AD/Empleado/Soldado     | 3 episodios  |
| 2006       | Gintama                                 | N.º 49/Yashichi         | 2 episodios  |
| 2005       | Aria: The Animation                     | Hitobito                | 1 episodio   |
| 2004       | Desert Punk                             |                         | 1 episodio   |

### Películas
| Año  | Película                                         | Personaje  |
| ---- | ------------------------------------------------ | ---------- |
| 2007 | El samurái sin nombre                            | Suishin    |
| 2005 | One piece: Omatsuri danshaku to himitsu no shima |            |
| 2005 | Air                                              | Yakitoriya |

### Especiales de Tv
| Año  | Especial                | Anime     | Personaje |
| ---- | ----------------------- | --------- | --------- |
| 2010 | Strong World Episodio 0 | One Piece | Kashii    |

### Videojuegos
| Año  | Videojuego                               | Personaje      |
| ---- | ---------------------------------------- | -------------- |
| 2012 | Ninja Gaiden 3                           | Adicionales    |
| 2010 | Ar Tonelico Qoga: Knell of Ar Ciel       |                |
| 2008 | Senjo no Varukyuria: Garian keronikeruzu |                |
| 2008 | Musō Orochi mao sairin                   | Varios         |
| 2007 | Ar Tonelico II: Melody of Metafalica     |                |
| 2007 | Sengoku Musou: Katana                    | Ji/Adicionales |
| 2007 | Musō Orochi                              | Varios         |
| 2006 | Rûn fakutorî: Shin bokujô monogatari     |                |
| 2004 | Ace Combat 5: The Unsung War             |                |

## Filmografía

### Cine
| Año  | Película  | Rol    |
| ---- | --------- | ------ |
| 2015 | Yokokuhan | Nelson |

- Datos: Q5354406